# Лига чемпионов КАФ 2016
Лига чемпионов КАФ 2016 — 52-й розыгрыш главного клубного футбольного турнира КАФ и 20-й под названием Лига чемпионов КАФ (оригинальное название текущего розыгрыша — 2016 Orange CAF Champions League). Победитель будет играть на клубном чемпионате мира 2016 и Суперкубке КАФ 2017. Действующий победитель турнира — ТП Мазембе.

## Формат и участники
На стадии квалификации турнир пройдёт в три этапа по системе плей-офф. Победители квалификационного раунда выйдут в групповой этап, проигравшие перейдут в Кубок Конфедерации. На групповом этапе 8 команд будут разбиты на 2 группы, игры пройдут в 2 круга по три тура (игра дома/игра на выезде). По 2 лучшие команды из групп выйдут в полуфинал. Финал будет состоять их двух матчей.
Двенадцать стран, имеющих право делегировать сразу по два клуба, определяются на основе рейтинга КАФ за пятилетку с 2010 по 2014 годы.

## Расписание
| Фаза           | Раунд                 | Первые матчи        | Вторые матчи        |
| -------------- | --------------------- | ------------------- | ------------------- |
| Квалификация   | Предварительный раунд | 12—14 февраля 2016  | 26—28 февраля 2016  |
| Квалификация   | Первый раунд          | 11—13 марта 2016    | 18—20 марта 2016    |
| Квалификация   | Второй раунд          | 8—10 апреля 2016    | 19—20 апреля 2016   |
| Групповой этап | День 1                | 17—18 июня 2016     | 17—18 июня 2016     |
| Групповой этап | День 2                | 28—29 июня 2016     | 28—29 июня 2016     |
| Групповой этап | День 3                | 15—17 июля 2016     | 15—17 июля 2016     |
| Групповой этап | День 4                | 26—27 июля 2016     | 26—27 июля 2016     |
| Групповой этап | День 5                | 12—14 августа 2016  | 12—14 августа 2016  |
| Групповой этап | День 6                | 23—24 августа 2016  | 23—24 августа 2016  |
| Этап плей-офф  | Полуфиналы            | 16—18 сентября 2016 | 23—25 сентября 2016 |
| Этап плей-офф  | Финал                 | 14—16 октября 2016  | 21—23 октября 2016  |

## Финал
Первый матч
| Мамелоди Сандаунз                              | 3:0 | Замалек |
| ---------------------------------------------- | --- | ------- |
| Лаффор 31′ · Лангерман 40′ · Гамаль 46′ (авт.) |     |         |

Ответный матч
| Замалек     | 1:0 | Мамелоди Сандаунз |
| ----------- | --- | ----------------- |
| Охавучи 64′ |     |                   |

| Победитель Лиги Чемпионов КАФ 2016 |
| ---------------------------------- |
| Флаг ЮАР                           |
| Мамелоди Сандаунз 1-й титул        |